# Betrideildin kvinnur (2019)
W roku 2019 odbyła się 35. edycja 1. deild kvinnur – pierwszej ligi piłki nożnej kobiet na Wyspach Owczych. W rozgrywkach wzięło udział 5 klubów z całego archipelagu. Tytułu mistrzowskiego broniła drużyna EB/Streymur/Skála ÍF, która uległa KÍ Klaksvík. W 2018 roku sponsorem tytularnym rozgrywek został bank Betri. Nowa nazwa obowiązywać będzie do roku 2022.

## Uczestnicy
| Uczestnicy Betrideildin kvinnur 2018                                                                          | Uczestnicy Betrideildin kvinnur 2018 | Uczestnicy Betrideildin kvinnur 2018 | Uczestnicy Betrideildin kvinnur 2018 |
| --- | ------------------------------------ | ------------------------------------ | ------------------------------------ |
| ESS | EB/Streymur/Skála ÍF                 | 1                                    |                                      |
| HB | HB Tórshavn                          | 2                                    |                                      |
| KÍ | KÍ Klaksvík                          | 3                                    |                                      |
| ÍFV | ÍF Fuglafjørður/Víkingur Gøta        | 4                                    |                                      |
| B36 | B36 Tórshavn                         | 5                                    |                                      |
| Oznaczenia: - kolumna pierwsza – skróty nazw drużyn, - kolumna trzecia – miejsce zajęte w poprzednim sezonie. |                                      |                                      |                                      |

## Tabela ligowa
| Lp. | Drużyna                       | M  | Z  | R | P  | Bramki | Bramki | Różn. | Pkt | Uwagi                          |
| --- | ----------------------------- | -- | -- | - | -- | ------ | ------ | ----- | --- | ------------------------------ |
| 1   | KÍ Klaksvík (M)               | 16 | 10 | 3 | 3  | 31     | 12     | +19   | 33  | Liga Mistrzyń UEFA • 2020/2021 |
| 2   | HB Tórshavn                   | 16 | 9  | 2 | 5  | 49     | 17     | +32   | 29  |                                |
| 3   | ÍF Fuglafjørður/Víkingur Gøta | 16 | 8  | 4 | 4  | 29     | 16     | +13   | 28  |                                |
| 4   | EB/Streymur/Skála ÍF          | 16 | 4  | 3 | 9  | 14     | 43     | −29   | 15  |                                |
| 5   | B36 Tórshavn                  | 16 | 3  | 0 | 13 | 12     | 47     | −35   | 9   |                                |

## Wyniki spotkań

### Regularne spotkania
| Gospodarz \ Gość              | B36 | ESS | HB  | ÍFV | KÍ  |
| B36 Tórshavn                  |     | 1:0 | 1:6 | 0:1 | 0:3 |
| EB/Streymur/Skála ÍF          | 2:1 |     | 0:4 | 0:4 | 1:5 |
| HB Tórshavn                   | 1:2 | 8:0 |     | 2:2 | 0:1 |
| ÍF Fuglafjørður/Víkingur Gøta | 4:1 | 4:1 | 2:1 |     | 0:1 |
| KÍ Klaksvík                   | 2:1 | 3:0 | 0:2 | 1:1 |     |

Aktualne na 23 października 2019. Źródło: FaroeSoccer.com
Objaśnienia:
1Drużyna gospodarzy jest wymieniona po lewej stronie tabeli.
Kolory: zielony – zwycięstwo gospodarzy, żółty – remis, różowy – zwycięstwo gości.

### Dodatkowe spotkania
| Gospodarz \ Gość              | B36  | ESS | HB  | ÍFV | KÍ  |
| B36 Tórshavn                  |      | 2:3 | 1:0 | 0:2 | 1:6 |
| EB/Streymur/Skála ÍF          | 2:1  |     | 0:5 | 1:1 | 1:0 |
| HB Tórshavn                   | 10:0 | 3:2 |     | 1:0 | 1:1 |
| ÍF Fuglafjørður/Víkingur Gøta | 3:0  | 1:1 | 2:3 |     | 2:0 |
| KÍ Klaksvík                   | 2:0  | 0:0 | 3:2 | 3:0 |     |

Aktualne na 23 października 2019. Źródło: FaroeSoccer.com
Objaśnienia:
1Drużyna gospodarzy jest wymieniona po lewej stronie tabeli.
Kolory: zielony – zwycięstwo gospodarzy, żółty – remis, różowy – zwycięstwo gości.

## Najlepsi strzelcy
Stan na 23 października 2019
| Bramki | Strzelcy              | Drużyna                       |
| ------ | --------------------- | ----------------------------- |
| 25     | Heidi Sevdal          | HB Tórshavn                   |
| 11     | Rebekka Benbakoura    | HB Tórshavn                   |
| 10     | Julia Naomi Mortensen | HB Tórshavn                   |
| 8      | Hanna Højgaard        | ÍF Fuglafjørður/Víkingur Gøta |
| 7      | Jacoba Langgaard      | ÍF Fuglafjørður/Víkingur Gøta |
| 6      | Evy á Lakjuni         | KÍ Klaksvík                   |
| 6      | Sarita Maria Mittfoss | B36 Tórshavn                  |
| 5      | Eyðvør Klakstein      | KÍ Klaksvík                   |
| 4      | 2 zawodniczki         | 2 zawodniczki                 |
| 3      | 3 zawodniczki         | 3 zawodniczki                 |
| 2      | 11 zawodniczek        | 11 zawodniczek                |
| 1      | 14 zawodniczek        | 14 zawodniczek                |
| sam.   | 4 zawodniczki         | 4 zawodniczki                 |